# Pétrel maculé
Pterodroma inexpectata
Espèce
Statut de conservation UICN

 NT  : Quasi menacé
Répartition géographique
Le Pétrel maculé (Pterodroma inexpectata) est une espèce d'oiseaux de la famille des Procellariidae.

## Répartition
Cet oiseau niche dans le sud de la Nouvelle-Zélande (îlots du Fiordland, lac Hauroko, détroit de Foveaux, îles Snares et Stewart) puis remonte en mer de Béring, dans le golfe d'Alaska et aux îles Aléoutiennes.